# Symposiachrus boanensis
Symposiachrus boanensis là một loài chim trong họ Monarchidae.